# Неклюдиха (Тотемский район)
Неклюдиха — деревня в Тотемском районе Вологодской области.
Входит в состав Медведевского сельского поселения, с точки зрения административно-территориального деления — в Медведевский сельсовет.
Расположена на правом берегу реки Сухона при впадении в неё реки Старая Тотьма. Расстояние до районного центра Тотьмы по автодороге — 21,6 км, до центра муниципального образования посёлка Камчуга по прямой — 12 км. Ближайшие населённые пункты — Заборная, Слуда, Тихониха.
По переписи 2002 года население — 1 человек.
В деревне, в устье Старой Тотьмы, расположен памятник археологии местного значения Старо-Тотемское городище. Статус охраны памятника установлен постановлением Совета Министров РСФСР № 1327, прил. 2 от 30.08.1960.